# Prospalta immatura
Prospalta immatura är en fjärilsart som beskrevs av B.C.S Warren 1937. Prospalta immatura ingår i släktet Prospalta och familjen nattflyn. Inga underarter finns listade i Catalogue of Life.